# فولفغانغ كوبن
فولفغانغ كوبن (بالألمانية: Wolfgang Koeppen)‏ (1906 - 1996)، هو أديب ألماني شهير، ولد في 23 يونيو 1906م بمدينة غرايفسفالد، وعشق الأدب منذ صباه المبكر، ودرس التمثيل المسرحي بعد المرحلة الثانوية، اضطر لأن يعمل في المصانع ليمول دراسته في الادب المقارن والفلسفة، ثم استهوته الصحافة فعمل في القسم الثقافي لإحدى الصحف في برلين، وجمع بين كتابة الرواية والقصة القصيرة وادب الرحلات والمقالة الصحافية.
نشر عام 1934م أولى روايته «عشق تعس»، وحين وصل النازيون إلى الحكم هاجر إلى هولندا، ومكث فيها بعض الوقت، لكنه مالبث ان عاد إلى برلين عام 1938م، واضطر لترك المانيا في أثناء الحرب العالمية الثانية، ثم عاد اليها بعد انتهاء الحرب. عُرف كوبن بأنه مستقل في آرائه، مما عرض حياته لتعقيدات كثيرة، لكنه لم يأبه لذلك، وأستمر في خطه مؤكداً أن أعماله (ليست محاولة لعقد حوار مع العالم، بقدر ماهو حوار منفرد في مواجهة العالم)، نال كوين من الجوائز الادبية الرفيعة مالم ينله كاتب ألماني آخر، وترك عددا من الأعمال الإبداعية، لعل أشهرها ثلاثيته التي التي كتبها في مطلع الخمسينيات الميلادية (الحمام فوق العشب (المشتل الزجاجي (الموت في روما.
توفي يوم 15 مارس 1996 في مدينة ميونخ

## من مؤلفاته
وترك عددا من الأعمال الإبداعية، لعل أشهرها ثلاثيته التي التي كتبها في مطلع الخمسينيات الميلادية:
- «الحمام فوق العشب»
- «المشتل الزجاجي»
- «الموت في روما»

## الجوائز
نال كوين من الجوائز الأدبية الرفيعة مالم ينله كاتب ألماني آخر.

## وصلات خارجية
- فولفغانغ كوبن على موقع IMDb (الإنجليزية)
- فولفغانغ كوبن على موقع مونزينجر (الألمانية)
- فولفغانغ كوبن على موقع ميوزك برينز (الإنجليزية)
- فولفغانغ كوبن على موقع ديسكوغز (الإنجليزية)
- فولفغانغ كوبن على موقع كينوبويسك (الروسية)